# Juno Award/Electronic Album of the Year
Der Juno Award für das Electronic Album of the Year ist ein seit 2011 jährlich vergebener Musikpreis der Canadian Academy of Recording Arts and Sciences. Er richtet sich an Künstler, die der elektronischen Tanzmusik zugeordnet werden. Jedes Jahr werden fünf Alben von einer Jury nominiert und ausgezeichnet.

## Übersicht
| Jahr | Sieger         | Album             | Nominierungen | Ref.  |
| ---- | -------------- | ----------------- | --- | ----- |
| 2011 | Caribou        | Swim              | - Chilly Gonzales – Ivory Tower - Crystal Castles – Crystal Castles (II) - Holy Fuck – Latin - Poirier – Running High                      | [ 2 ] |
| 2012 | Tim Hecker     | Ravedeath, 1972   | - Arthur Oskan – A Little More Than Everything - Austra – Feel It Break - Azari & III – Azari & III - Junior Boys – It's All True          | [ 3 ] |
| 2013 | Grimes         | Visions           | - Crystal Castles – Crystal Castles (III) - Daphni – Jiaolong - Purity Ring – Shrines - Trust – TRST                                       | [ 4 ] |
| 2014 | Ryan Hemsworth | Guilt Trips       | - A Tribe Called Red – Nation II Nation - Blue Hawaii – Untogether - Graze – Graze - Noah Pred –Third Culture                              | [ 5 ] |
| 2015 | Caribou        | Our Love          | - deadmau5 – while(1<2) - Lydia Ainsworth – Right from Real - Plastikman – EX - Ryan Hemsworth – Alone for the First Time                  | [ 6 ] |
| 2016 | Pomo           | The Other Day     | - AM Static – A Life Well Lived - Concubine – Concubine - Discrete –The Midas Touch - Humans – Noontide                                    |       |
| 2017 | Kaytranada     | 99.9%             | - Holy Fuck – Congrats - A Tribe Called Red – We Are the Halluci Nation - Bob Moses – Days Gone By - Harrison – Checkpoint Titanium        |       |
| 2018 | Rezz           | Mass Manipulation | - Blue Hawaii – Tenderness - CRi – Someone Else - Dabin – Two Hearts - Kid Koala feat. Emiliana Torrini – Music to Draw to: Satellite      |       |
| 2019 | Milk & Bone    | Deception Bay     | - Felix Cartal – Next Season - Ekali – Crystal Eyes - Iamhill – Give it a Rest - Rezz – Certain Kind of Magic                              |       |
| 2020 | Rezz           | Beyond the Senses | - Bob Moses – Battle Lines - Electric Youth – Memory Emotion - Jacques Greene – Dawn Chorus - Keys N Krates – A Beat Tape for Your Friends | [ 7 ] |
| 2021 | Caribou        | The Lemon Stand   | - Attlas – Lavender God - Bob Moses – Desire - CRi – Juvenile - Jessy Lanza – All the Time                                                 |       |